# 徳島県立徳島工業高等学校
徳島県立 徳島工業高等学校（とくしまけんりつ とくしまこうぎょうこうとうがっこう、英: Tokushima  Prefectural Technical High School）は、徳島県徳島市北矢三町に所在した公立の工業高等学校。
2009年4月1日に徳島県立徳島東工業高等学校、徳島県立水産高等学校と共に徳島県立徳島科学技術高等学校へと統合された。

## 設置学科（2009年3月・閉校時)
- 工業I類
  - 工業デザインコース
  - 建築コース
  - 土木工学コース
- 工業II類
  - 機械コース
  - 電子機械コース
  - 電気応用システムコース

## 所在地
- 〒770-0006 徳島県徳島市北矢三町2丁目1-1

## 沿革
- 1902年 徳島県立工業学校の設立。
- 1904年 徳島県立工業学校として開校。
- 1948年 徳島県徳島工業高等学校と改称。
- 1949年 徳島市立工業高等学校を統合。
- 1956年 かつて市立工業高であった部門が徳島県立徳島東工業高等学校として独立、徳島県立徳島工業高等学校と改称。
- 2004年 創立100周年記念式典を挙行。
- 2007年 新1年生の制服が徳島県立徳島科学技術高等学校用のものに変わる。
- 2009年4月1日 徳島県立徳島科学技術高等学校と統合し廃校。位置は従来の徳島工業高等学校である。

## 校歌
徳島県立徳島工業高等学校
- 北岡信秀 作詞 ／ 高橋尚孝 作曲

## 卒業生
- 高橋真輝（プロ野球選手、元洋松ロビンス→大洋ホエールズ）
- 遠藤和良（政治家、元公明党衆議院議員、元総務副大臣）
- 篠原央憲（詩人）※旧徳島県立工業学校卒
- 板東春彦（ミュージシャン）※中退
- 富原忠夫（競輪選手、元 社会人野球選手、日本自転車競技連盟会長）
- 原田研太朗（競輪選手）
- 佐々木裕司（ラグビーレフリー）